# The Order of Israfel
The Order of Israfel ist eine schwedische Doom-Metal-Band aus Göteborg, die 2012 gegründet wurde.

## Geschichte
Die Geschichte der Band begann 2012 mit dem Gitarristen und Sänger Tom Sutton, der anfangs noch in Japan lebte und mit Church of Misery aktiv war. Allerdings fühlte er das Verlangen, in einer traditionellen Doom-Metal-Band zu spielen. Während Sutton als Gitarrentechniker für Pentagram arbeitete, lernte er den Schweden Patrik Andersson Winberg kennen, der in der Band Doomdogs spielte, die zusammen mit Pentagram auf Tour war. Beide freundeten sich an und beschlossen, The Order of Israfel zu gründen. Hierfür zog Sutton nach Göteborg, da er Japan als ein ungeeignetes Umfeld für eine Doom-Metal-Band erachtete. Mit Andersson Winberg am Bass wurde die Besetzung durch den Schlagzeuger Hans Lilja und den Gitarristen Staffan Björck ergänzt. Den Bandnamen bezog Sutton von einem Freund, der Israfel den Gott der Musik nannte. Im Jahr 2014 erschien das Debütalbum Wisdom, dem sich 2016 das zweite unter dem Namen Red Robes anschloss. Während dieser Zeit war die Band auch live zu sehen, wie etwa Mitte 2015 mit Pentagram und Lucifer in Berlin oder gegen Ende des Jahres in Würzburg auf dem zehnten Hammer of Doom.

## Stil

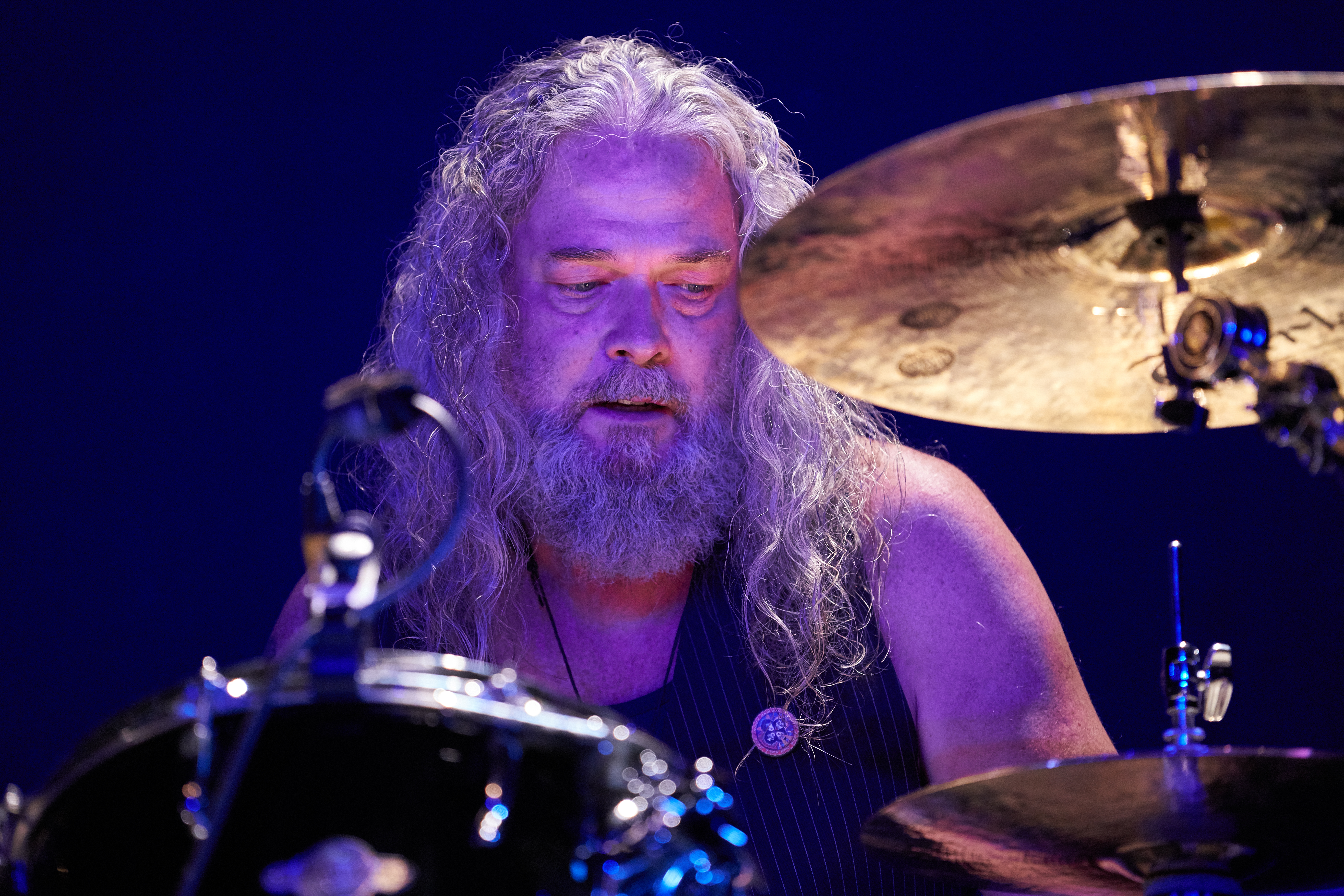
2015 in Würzburg

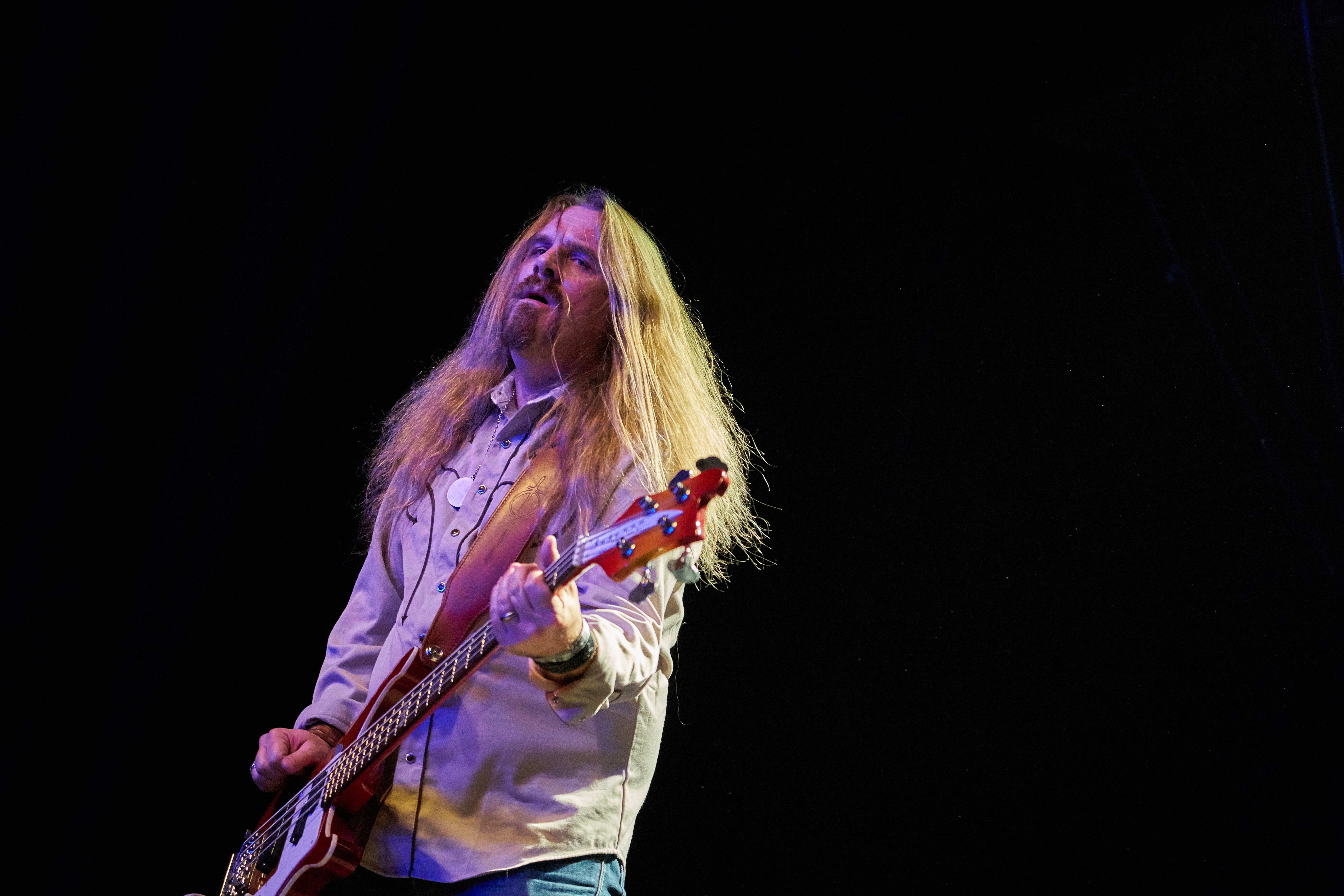
2015 in Würzburg

Im Interview mit Aoife von moshville.co.uk gab Tom Sutton an, dass er versucht hat, mit Wisdom Doom Metal zu spielen, der variabler sei, als etwa der von Cathedral. In den Texten versuche er Dinge, die er in seinem Leben gelernt habe, zu vermitteln. Im Interview mit Tobias Klüter von legacy.de gab Sutton Black Sabbath, Cathedral, Reverend Bizarre, Place of Skulls, Krux sowie Metallica, Entombed Thin Lizzy, Pentangle, Enya und Soundtracks als Einflüsse an. Die Texte könne man in zwei Kategorien einteilen: Zum einen „fiktive Geschichten, zumeist gruseliger Horror-Kram“ und zum anderen Texte mit „spirituellen und weltlichen Erfahrungen“. Im Interview mit Mandy Malon vom Rock Hard gab Sutton an, dass das Lied Fallen Children vom Album Red Robes über Black Sabbath handelt. Der Albumtitel beziehe sich auf die Geschichte Burmas, bei der buddhistische Mönche in roten Roben den Widerstandskampf gegen die Militärdiktatur unterstützt hätten. Laut Matthias Mineur spielt die Band auf dem Debütalbum rauen und authentischen Doom Metal. Im Interview mit Mineur gab Sutton an, dass er versucht, möglichst einprägsame, schwere, melodische und elegante Riffs zu schreiben. Der Gesang solle etwas melodisch und glaubwürdig sein, während die Songs dunkel und geheimnisvoll klingen sollten. Holger Stratmann ordnete in seiner Rezension zu Red Robes in derselben Ausgabe die Band dem Doom Metal zu, wobei er den Gesang als kauzig beschrieb. Die Songs seien ungewöhnlich dynamisch. Dem Album wohne ein natürlicher Klang inne. Das Lied Staff in the Sand beinhalte ein Wah-Wah-Solo, während das Titellied extrem langsam sei und in In the Thrall to the Sorceress ein Up-tempo-Teil eingebaut worden sei. Das Lied Fallen Children sei rein akustisch. Die Folk-Einflüsse und ein NWoBHM-Touch des Vorgängers seien mittlerweile verschwunden.

## Diskografie
- 2014: Wisdom (Album, Napalm Records)
- 2016: Red Robes (Album, Napalm Records)